# Griechischer Wein
Griechischer Wein (litt. « vin grec » en allemand) est un schlager du chanteur autrichien Udo Jürgens sorti en 1974 sur l'album Griechischer Wein – Seine neuen Lieder, dont il est le compositeur et le premier interprète. Les paroles ont été écrites par le parolier allemand Michael Kunze. Le texte évoque la vie des travailleurs immigrés grecs en Allemagne et la nostalgie provoquée par le goût d'un verre de vin grec. 
La chanson a ensuite été traduite en plusieurs langues (anglais, grec, espagnol...) et reprise par de nombreux interprètes. La version espagnole, popularisée en 1976 par José Vélez sous le titre de Vino griego, a eu un succès important en Espagne et dans le sud-ouest de la France. La version portugaise de Paulo Alexandre, sous le nom de Verde Vinho (« vin vert »), a eu un grand succès au Portugal et au Brésil à partir de 1980. 
Cette chanson, adaptée en hymne sportif, occupe également une place importante dans la culture du sud-ouest de la France et dans le rugby à XV français.

## Une chanson populaire
Cette chanson a été popularisée dans le monde lusophone par Paulo Alexandre (à partir de 1977 pour cette chanson, traduite Verde Vinho). Elle a également connu un succès avec sa version espagnole, Vino griego, par José Velez. Aujourd'hui la chanson est l'une des plus jouée par les bandas lors des fêtes traditionnelles du Sud-Ouest, les férias. 
Elle jouit d'une grande popularité dans le rugby, sport extrêmement populaire dans le Sud-Ouest. Un des clubs de supporters de l'équipe de rugby à XV de Bayonne, la Peña Baiona, en a fait son hymne, en en transformant les paroles,,. Dominique Herlax est un des principaux auteurs de ces paroles bayonnaises,. Elle a également été entonnée, avec des paroles encore différentes, par les supporters de l'équipe de France de rugby à XV lors de la Coupe du monde de rugby en 2007.